# Schloss Kreba

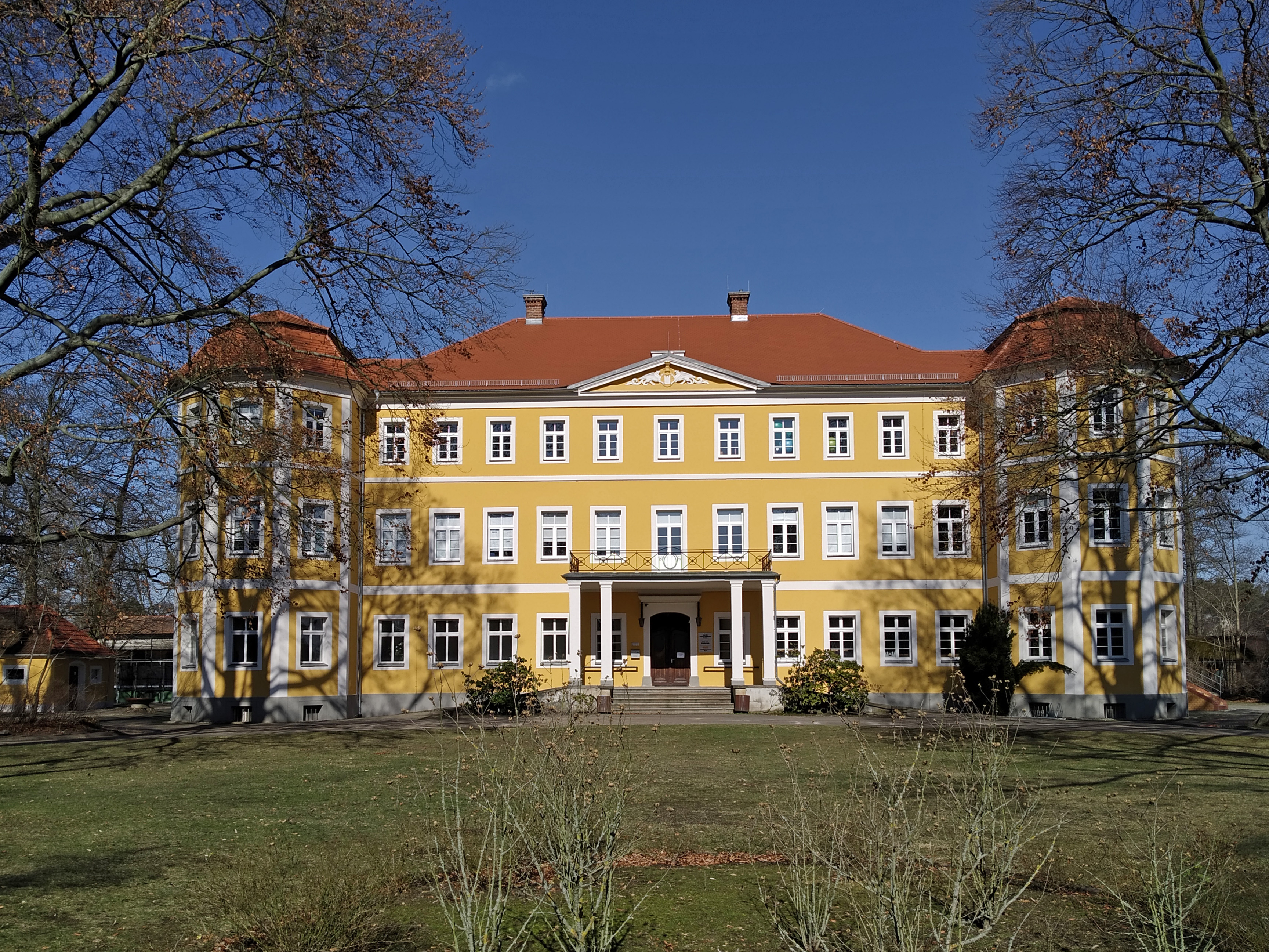
Schloss Kreba (2020)

Das Schloss Kreba ist ein Barockschloss im Ortsteil Kreba der Gemeinde Kreba-Neudorf im Landkreis Görlitz in der sächsischen Oberlausitz. Zu dem unter Denkmalschutz stehenden Gebäude gehören eine Turnhalle, ein Gesindehaus und eine Orangerie. Das Schloss wird heute von der „Gebrüder-Grimm-Grundschule Kreba-Neudorf“ genutzt.

## Architektur und Geschichte

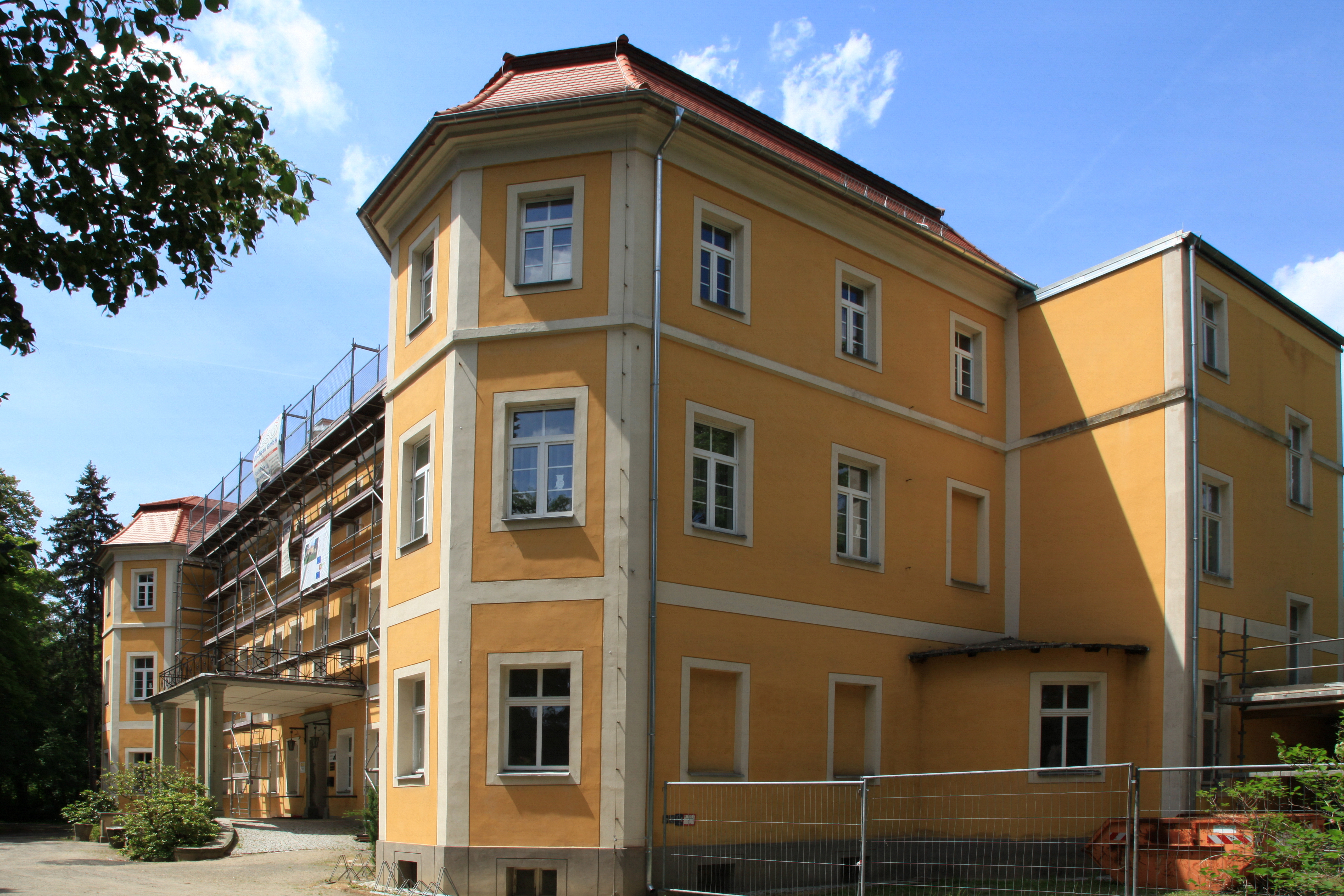
Seitenflügel während des Umbaus im Jahr 2012

Das Schloss Kreba ist ein dreigeschossiger Bau von elf Achsen und wurde um das Jahr 1750 herum für die Patronatsfamilie Einsiedel errichtet. Das Gebäude hat ein Walmdach, an den südlichen Gebäudeecken sind kräftige polygonale Pavillons angebaut. Um 1806 erfolgte der Anbau der Auffahrtsrampe im Eingangsbereich. Über dem Eingang befindet sich ein von Pfeilern getragener Altan. An der Mitte der Traufe liegt ein flacher Dreiecksgiebel mit einer von zwei Sphingen gehaltenen Kartusche. In den 1850er und 1860er Jahren ließ Alexander Graf von Einsiedel die Orangerie bauen und einen englischen Landschaftspark anlegen.
Nachdem die Grundherrschaft über das Dorf Kreba zunächst bei der Familie von Einsiedel gelegen war, wurde das Schloss im Jahr 1913 von Hartmann Freiherr von Schlotheim gekauft. Dieser wiederum gelangte aufgrund seiner Glücksspielsucht in finanzielle Schwierigkeiten und veräußerte das Schloss im Jahr 1936, drei Jahre später wurde das Schloss von der Gemeinde Kreba (damals Heideanger) gekauft. Die Gemeinde nutzt das Gebäude seit Ende des Zweiten Weltkrieges als Grundschule. Zu diesem Zweck wurde der Schlossteich zugeschüttet und im Park eine Turnhalle gebaut. In den 1980er Jahren wurden umfangreiche Sanierungsmaßnahmen am Schloss begonnen: 1983 wurde der größte Teil der Fenster instand gesetzt und 1986 der Putz erneuert. Zwischen 2012 und 2015 erfolgten erneut Umbaumaßnahmen.